# Fuentes de Andalucía
Fuentes de Andalucía est une commune située dans la province de Séville de la communauté autonome d’Andalousie en Espagne.

## Administration
| Période                                  | Période | Identité | Étiquette | Qualité |
| ---------------------------------------- | ------- | -------- | --------- | ------- |
| N/A                                      | N/A     | N/A      | N/A       | Maire   |
| Les données manquantes sont à compléter. |         |          |           |         |

## Personnalités liées à la commune
- Francisco Armero Peñaranda (1804-1867), militaire et homme politique espagnol, président du gouvernement (1857-1858) est natif de Fuentes de Andalucía. Il y a une rue à son nom (calle del general Armero)
- Maria Teresa Méndez y Delgado (1844-1908), née à Fuentes de Andalucía. Veuve du marquis de Puebla de Obando, elle se consacre à l'éducation, devient religieuse, fonde un ordre enseignant. Elle est reconnue vénérable.
- Las Niñas del Aguaucho, groupe de cinq résistantes républicaines espagnoles violées et assassinées pendant la guerre d'Espagne par les nationalistes[1].